# Ульріх Борхердт
Ульріх Борхердт (нім. Ulrich Borcherdt; 13 вересня 1909, Герліц — 27 березня 1942, Атлантичний океан) — німецький офіцер-підводник, корветтен-капітан крігсмаріне.

## Біографія
1 квітня 1933 року вступив на флот. З жовтня 1939 року — командир Schiff 26, з листопада 1939 року — Schiff 47, з березня 1940 року — Schiff 111, з квітня 1940 року — флотилії оборони порту Бергена, з травня 1940 року — Молде. З жовтня 1940 по березень 1941 року пройшов курс підводника, з 30 березня по 25 квітня — курс командира підводного човна. З 26 квітня по 22 травня 1941 року виконував обов'язки командира U-8. З 23 травня по 11 серпня 1941 року пройшов командирську практику на U-553. З 11 вересня 1941 року — командир U-587, на якому здійснив 2 походи (разом 68 днів у морі). 27 березня 1942 року U-587 був потоплений в Північній Атлантиці південно-західніше Ірландії (47°21′ пн. ш. 21°39′ зх. д.) глибинними бомбами британських ескортних міноносці «Грув» і «Альденгам» та есмінців «Волонтір» і «Лімінгтон». Всі 42 члени екіпажу загинули.
Всього за час бойових дій потопив 5 кораблів загальною водотоннажністю 23 389 тонн.
| Дата            | Назва корабля                | Тип                   | Тоннаж | Вантаж | Екіпаж | Загинули | Країна             | Конвой |
| --------------- | ---------------------------- | --------------------- | ------ | ------ | ------ | -------- | ------------------ | ------ |
| 24 лютого 1942  | Anadara                      | Тепловий танкер       | 8,009  | Баласт | 62     | 62       | Британська імперія | ONS-67 |
| 6 березня 1942  | Hans Egede                   | Торговий пароплав     | 900    |        | 24     | 24       | Гренландія         |        |
| 8 березня 1942  | HMS Northern Princess (4.06) | Протичовновий траулер | 655    |        | 38     | 38       | Британська імперія |        |
| 9 березня 1942  | Lily                         | Торговий пароплав     | 5,719  | Баласт | 32     | 3        | Королівство Греція | ON-68  |
| 23 березня 1942 | Diala                        | Тепловий танкер       | 8,106  | Баласт | 65     | 57       | Британська імперія | ON-52  |

## Звання
- Кандидат в офіцери (1 квітня 1933)
- Фенріх-цур-зее (1 липня 1934)
- Оберфенріх-цур-зее (1 серпня 1936)
- Лейтенант-цур-зее (1 жовтня 1936)
- Оберлейтенант-цур-зее (1 червня 1938)
- Капітан-лейтенант (1 жовтня 1939)
- Корветтен-капітан (1 березня 1942)

## Нагороди
- Медаль «За вислугу років у Вермахті» 4-го класу (4 роки)
- Нагрудний знак мінних тральщиків (1940)
- Залізний хрест 2-го класу (1942)
- Нагрудний знак підводника (1 лютого 1942)